# ATV (Surinam)
Algemene Televisie Verzorging o ATV es un canal de televisión abierta surinamés privado con sede en Paramaribo. Fue lanzado en 1987 y es el segundo canal de país. Está operada por la empresa estatal, Telesur.
Además tiene una alianza con la Nederlandse Publieke Omroep. Es el miembro de la Unión Caribeña de Radiodifusión.

## Historia
Fue creado en 1983 y salió al aire el 15 de agosto de 1987 por un acuerdo entre la empresa holandesa Nederlandse Publieke Omroep y Nederlandse Omroep Stichting para emitir señales de televisión en Surinam.

## Programación
Emitie programación en holandés,  idioma nacional, aunque algunas series extranjeras cómo series animadas, series internacionales y espacios informativos de la BNN. También transmite eventos del Fútbol Holandés y Europeo. Actualmente también ofrece la señal de TV2. Emite desde las 7:00 a. m. a 12:00 a. m..

### Programas de ATV
- ATV Nieuws (ATV Noticias, Mañana y Tarde)
- ATV Sports (ATV Deportes)
- Hour Comendy (Hora de comedia)
- Whazzz Up?
- El show de Ellen DeGeneres
- Panorama
- Revista adolescente
- Sarnami TV
- Damkha TV
- Video de súper éxito
- Clásicos de súper éxito
- Gloria 17
- Los que tienen y los que no tienen
- El peor escenario posible con Bear Grylls
- Ley de información
- Noticias de la BBC
- Noticias CNN
- Suri Tunes
- Ministerios Steven Reyme

Aptitud
- GIJoe Sigma
- Documentales
- La Fundación Rubing Health
- Diario de ATV WK (Alleen tijdens WK)
- Luku Dosu
- Sirvientas desviadas
- En Gesprek Met (Hablando con)
- Los nuevos juegos más
- Logos Internacional
- Proyecto Runway All Stars
- La sorprendente carrera
- Televisión de la escuela
- Las Crónicas de Riddick
- Ministerios Bribi

Keukengeheimen de Soeng Ngie
- Ministerios Dioses Rivier

Kinderfilms
- X-Games Hot Wheels Double Dare
- Localizador de peces
- Top Gear
- Ministerios Maranatha

Wonderen vandaag (Milagros hoy)
- Tierra de Kimmy
- Todos odian a Chris
- Guardando esperanza
- Alcance de la juventud
- Ataque del jugador
- Películas de televisión
- Owru Pokuman Fu Sranan

Tekenfilms
- De Levende Steen Gemeente (La comunidad de piedra viva)
- KidzTori (Dibujos animados)
- Revue: Binnenlands Weekoverzicht (Revisión de la Semana Nacional)
- Voedselveiligheid En Voedingsziekten (Seguridad alimentaria y enfermedades transmitidas por los alimentos)

## Señales

### Nacional
ATV cubre todo el país a través de las siguientes frecuencias:
- Paramaribo: canal 12

- Moengo: canal 7

- Nickerie: canal 13

- Wageningen: canal 6

- Coronie: canal 12

- Brokopondo: canal 2

### Internacional
A través con la señal internacional de ATV, TVS Internacional, puede ver para el nivel internacional. Además realiza emisiones en inglés y portugués.